# 트라이펩타이드 아미노펩티데이스
트라이펩타이드 아미노펩티데이스(영어: tripeptide aminopeptidase) (EC 3.4.11.4)는 다음과 같은 화학 반응을 촉매하는 효소이다.
트라이펩타이드로부터 N-말단 잔기의 방출
트라이펩타이드 아미노펩티데이스는 포유류의 조직에 널리 분포되어 있는 아연 효소이다.

## 명명법
트라이펩타이드 아미노펩티데이스는 다음과 같은 다른 이름으로도 불린다.
- 트라이펩티데이스(영어: tripeptidase)
- 아미노트라이펩티데이스(영어: aminotripeptidase)
- 아미노엑소트라이펩티데이스(영어: aminoexotripeptidase)
- 림포펩티데이스(영어: lymphopeptidase)
- 이미도엔도펩티데이스(영어: imidoendopeptidase)
- 펩티데이스 B(영어: peptidase B)
- 알라닌-페닐알라닌-프롤린 아릴아미데이스(영어: alanine-phenylalanine-proline arylamidase)
- 펩티데이스 T(영어: peptidase T)

## 같이 보기
- 펩티데이스
- 엔도펩티데이스
- 엑소펩티데이스